# Henri Boulad
Henri Boulad SJ (Alexandria, 28 de agosto de 1931 – Cairo, 14 de junho de 2023) foi um jesuíta egípcio, místico e escritor. Além de sua cidadania egípcia e libanesa, também teve cidadania húngara.

## Biografia
Henri Boulad, filho de família ítalo-síria, ingressou na ordem jesuíta em 1950 e completou seu noviciado de dois anos em Bikfaya, no Líbano. Então estudou literatura em Laval de 1952 a 1954 e filosofia em Chantilly de 1954 a 1957. Lecionou no colégio jesuíta no Cairo por dois anos e estudou teologia católica no Líbano de 1959 a 1963. Foi ordenado sacerdote em 1963 no rito melquita.  Em 1965, participou de um programa de treinamento interno dos Jesuítas em Pomfret (Connecticut) e completou um doutorado em psicologia na Universidade de Chicago.
Ele trabalhou no Egito desde 1967. Foi superior dos jesuítas de Alexandria, superior regional dos jesuítas do Egito e professor de teologia no Cairo. De 1984 a 1995 foi chefe da Caritas no Egito e presidente da Caritas Norte da África e Oriente Médio. De 1991 a 1995 foi vice-presidente da Caritas International para o Oriente Médio e Norte da África. Em 2004 tornou-se reitor do Colégio Jesuíta do Cairo.
Com sua carta SOS pour l'Église d'aujourd'hui (“SOS para a Igreja de hoje”) ao Papa Bento XVI, escrita em 2007 e publicada em 2009, ele pediu um repensar na Igreja Católica e defendeu um teológico e a reconsideração espiritual e o aprofundamento do anúncio da Igreja combinados com reformas pastorais e catequéticas, que deveriam ser acordadas no contexto de um sínodo geral da Igreja universal. Em 2010, afirmou que a Europa "perdeu sua alma".
Ele adquiriu a cidadania húngara na primavera de 2017. De acordo com seu próprio relato, desejou expressar seu apoio à política restritiva de refugiados da Hungria sob o presidente Viktor Orbán desta forma.
Boulad publicou seus numerosos livros em quatorze idiomas, incluindo francês, árabe e alemão. 
Morreu em 14 de junho de 2023 no Cairo.

## Publicações (seleção)
- Jésus de Nazareth : Qui es-tu ? (Éditions Anne Sigier, 2006) ISBN 2891294785
- Le Mystère de l’Être (Éditions Anne Sigier, 2006) ISBN 2891294831
- L'Islamisme (Fidelite, 2004, com Philippe Lenoir, Charles Delhez e Joseph Maïla) ISBN 2873562927
- Changer le monde : Expérience mystique et engagement (Saint-Augustin, 2004) ISBN 2880113393
- Amour et Sexualité (Éditions Anne Sigier, 2003) ISBN 2891294246
- L'Amour Fou de Dieu (Éditions Anne Sigier, 2002) ISBN 2891293622
- L'Amour et le Sacré (Éditions Anne Sigier, 2002) ISBN 2891294254
- Chasteté et consécration (Éditions Anne Sigier, 2003) ISBN 9782891294263
- Les dimensions de l'amour (Albin Michel, 1996) ISBN 2226087311
- La foi et le sens (Éditions Médiaspaul, 2014) ISBN 9782894209455